# 超人帝拿

超人力霸王帝納图标

《超人力霸王帝納》，是由日本圓谷製作的《超人力霸王系列》特攝作品，於1997年（平成9年）9月6日至1998年8月29日期間每週六下午6時在MBS電視台、TBS電視台首播。
本作的標語為「究極的爆發力！熱血的戰鬥！」（究極の爆発力！熱い闘いを見ろ！）。

## 概要

### 特色
本劇內容為描寫人類組織在邁向宇宙殖民的新領域時代，為了防禦外星威脅而成立的新隊伍「Super G.U.T.S」以及從在火星中誕生的全新光之巨人「超人力霸王帝納」的活躍故事，同時本作為《超人力霸王迪卡》播畢後首次接檔的「新系列作品」。

### 開創
本作的企劃是於1997年1月開始磋商，最初的原案曾構思主人公不再是防衛隊的隊員，並在旅途途中不斷遭遇事件，和事件現場的防衛隊員邂逅的全新故事。或是或有類似一人三體超人最後合而為一為導向的新故事展開，然而多數企劃案經由多位作家之手概括成型，但在後來各方的探討會議上遭到被取消。而最終在萬代和講談社認為《迪卡》的世界已經完結定型，或許提議把新作設定為《迪卡》的延續，每日放送的意見為角色為新、世界觀為舊。因此最終本作品便採取折衷的方案，被定為《超人迪加》的續作，也是「Neo Frontier Space」世界觀的後續作品，將主角設定為一位全新的超人及全新隊伍的故事。時間軸則是迪加離開地球的7年之後（也就是發生在《最終聖戰》之後約5年）。
此次專務滿田穧因參與別的企劃而未加入，所以本企劃由社長圓谷一夫和製作部副部長濱田知彥，以及的《迪卡》的製片人笈田雅人擔當。在製作階段，本作的定調設定於強勢有力的風格，專務高野宏一、小中和哉、笈田雅人在探討後認為前作《迪卡》獲得成功的女性隊長設定在本作中不能延續下來。因此最終將全新的隊伍設定為則定為猛男型隊長的領導人物。防衛隊則是集結了一批「冒險狂」的隊伍。在角色上。笈田澤參考《魯邦三世》，使登場的角色群採取簡潔明暸又受人喜愛的形象，在構想帝納之光的本質時則參考了《機動戰士Z GUNDAM》跟《機動戰士GUNDAM ZZ 》的部分設定。後經過試鏡後，選定鶴野剛士和齊藤理沙擔任本劇的男女主角，擔任隊長一角的木之元亮則是向其提出要約。
此外作為《迪卡》的後日談作品，在本作或電影版作品也有從《迪卡》登場的TPC高層、GUTS的成員、平民角色客演的回合。其中最關鍵的前作主角，同時能夠變身成迪卡的人間體圓大梧的演員長野博，僅在正劇中的第50話和最終話以客串性質演出。未於在本作電影版《光之星的戰士》中出現。

### 製作
在企劃初期時，由於前作《迪卡》的結局已突破了現代地球上的種種難關，因此《帝納》的故事則是將目光導向至地球以外的領域。便選定以太空未來為主題，及DNA、深海、環境改造等等各方面都推進改革的時代，並增加神秘的生命體「素菲亞」作為作品主要的敵役角色，由此令故事的科幻性元素更為豐富。在繼承世界觀的同時，除了繼承前作追求科學的整合性的硬科幻為主軸，在此作中還加入各種各樣充滿樂趣的幻想，登場的人物是各自有著狂野討喜的個性，去述說著許多熱血且動人的故事，並加以探入地球人向宇宙擴張是否也有可能算是種「侵略」的條件，除了懲惡揚善之外，劇中用溫柔地對待怪獸的痛苦和悲傷，也作為系列中最為鮮明的特色之一。
音樂部分，則是由負責前作《迪卡》的矢野立美擔當。《帝納》劇中所使用的歌曲與前作的區別，是根據主角的性格打造較沸騰亮眼的風格，考慮到前作所使用的原創歌曲很少，因此所以在本作中，除了通用音樂外，還會根據單元劇的故事添加全新的歌曲，因此《帝納》使用歌曲總數成為該系列中最多的歌曲之一，並發行了四張電視劇集系列中數量最多的原聲帶專輯。當與《迪卡》相關的劇集或是《迪卡》中的演員在本作品中客串時，也額外使用了《迪卡》的音樂或其改編版本。
在作品臨近尾聲的時候，由於將主題圍繞在社會問題和軍事議題的描繪，以及最終話由鹤野刚士飾演的主人公「飛鳥真」的悲劇結局，引起了無數觀眾對於此作熱烈的評論。
由於此作品在亮眼的人物設定，與前作的緊密聯繫及引人注目的劇情，最終與兩部作品《超人力霸王迪卡》、《超人力霸王蓋亞》合稱為「平成三部曲」或「平成初期三部曲」。
2012年，為了因應《帝納》15週年紀念，圓谷製作具有紀念性質的電影版《超人力霸王傳奇》並為本劇增加了15年後的後日談。
2022年，圓谷再次採用此部作品的概念和背景，宣布將播出以《帝納》為基礎的令和版全新作品《超人力霸王德卡》。並在同年4月1日於旗下平台「TSUBURAYA IMAGINATION」進行《帝納》復播，僅在日本當地播映。

#### 備考
《帝納》開場畫面恢復了自《超人力霸王80》以來的剪影傳統畫面，並使用了帝納和Super GUTS標誌在內的元素作為引用。另外本作品的標題名稱原是1994年《超人力霸王涅歐斯》的候選標題。

## 故事大纲
故事時序
| 迪卡（2007年-2010年） |  |
|                       |  |
| 最終聖戰（2012年）    |  |
|                       |  |
| TV版（2017年-2020年） |  |
|                       |  |
| 傳奇（2035年）        |  |
|                       |  |

在超人力霸王迪卡離開地球的7年後，人類開始向宇宙拓展，從此進入了新邊疆時代。
2017年，有一群被稱為索菲亞的不明外星生物開始覬覦地球。其中在TPC的訓練機構「ZERO」中一名叫做「飛鳥真」的隊員，是在10年前在神祕光芒中消失的飛行員飛鳥和馬的兒子，
他在ZREO一次與Super GUTS的訓練當中遭到素菲亞的襲擊，在跳機之時便遇上了一道神秘的光。
隨後，大難不死的飛鳥進入了Super GUTS，在TPC火星基地被怪獸襲擊時與Super GUTS前往支援，但是任何的攻擊都對怪獸無效，
而飛鳥也因為自己的自作主張，使他所搭乘的飛機被擊落，飛鳥拿起了身上的武器向怪獸發動攻擊，但是都無效。
但在此時，飛鳥的身體卻湧出了一道光，而那道光使飛鳥變成了巨人，Super GUTS的成員們很快就發現這個巨人不是迪卡，而是全新的戰士超人力霸王帝納......

## 本作登場的超人力霸王

### 超人力霸王帝納
本作登場的超人力霸王戰士，是在人類和地球進入新時代時，和飛鳥真相遇後並合為一體，在光芒中出現的新的光之巨人，有著和超人力霸王迪卡相似的姿態，以及同樣的變換形態能力，分別是力與速均衡的「閃光型」、速度和超能力優秀的「奇蹟型」、以及追求力量和肉搏戰的「強壯型」。而之後和飛鳥是完全一體化的存在。因此便開始來勢兇猛的宇宙球體索菲亞以及其他邪惡的宇宙侵略者作戰。是一位不斷突破自我極限，擁有驚人爆發力的戰士。
- 人間體：飛鳥真
- 身高：55公尺，可微縮化[12][13]
- 体重：45000噸[12][13]
- 年龄：未知[14]
- 活動時間：3分鐘，如果不進行能量消耗最少可以活動1小時，依靠人間體的意志力也能延長活動時間。
- 特別能力：可瞬間移動，隨著距離增加能量消耗，距離上限即為能量上限。

「帝納」的名字詞源，是由綠川舞在第2集中引用「Dynamic（充滿活力的）」以及「Dynamite（矽藻土炸藥）」此詞的「Dyna」而來，該詞也具有「非常喜歡（大好きな）」的意涵。在其他候補的選名中，曾包含中島提出的「超人力霸王吉安」（ウルトラマンジャイアン）和狩谷的「超人力霸王超級豪華（ウルトラマンスーパーデラックス）」，但都因舞以「太俗氣」為由而被拒絕。在第1話火星基地的襲擊中，被深見總監的部下誤認為是迪卡，或者被簡單地稱為「光之巨人」，並在第2話中被正式命名。

### 背景設計、經歷
與作為三千萬年前超古代時期出現在地球的超古代戰士不同，根據作為主要編劇的長谷川圭一所認為，最初將帝納視為與迪卡同一種族，但身份始終並無明確揭露，後在2020年的小說版《朝向未來的零之驅動》的設定中則揭露，帝納的存在是由最初測試zero drive實驗而消失的飛鳥父親「飛鳥一馬」在光芒包圍而誕生，並在宇宙各地開始戰鬥，當在第1話感覺到兒子的危機時，自己成為光芒，出現在宇宙空間中漂浮的飛鳥身邊並與其一體化，因此飛鳥本身一直寄宿著父親的意識一體化，其存在更具有繼承「未來」的光存在。
在電影版《光之星的戰士》中與迪卡聯手後，帝納繼承了迪卡的光芒，後在電視版最終話擊敗古蘭斯菲亞後，帝納被蟲洞吞噬而消失而生死未卜，但在電影《大怪獸格鬥 超銀河傳說 THE MOVIE》中再次出現。
在電影《超人力霸王傳奇》中，他來到了另一個宇宙「Future Earth World」，之後為保護倖存的地球防護隊和孩子們而封印海帕絕頓，然而卻因此耗盡了全部能量，變成了石像。隨後在超人力霸王傑洛和超人力霸王高斯的努力下復活，並一起擊敗海帕絕頓，結局時曾短暫回歸自己的宇宙，並繼續穿梭時空展開新的旅程。

#### 設計
帝納的外觀設計是由角色設計師丸山浩所設計，和前作《迪卡》一樣均是延續削減風格構想作為外表上的表現。除了頭部額頭上設有水晶體。身形紋路的顏色則包含紅色、藍色和銀色，其色系選擇遠比迪卡更加耀眼。頭部與迪卡的形體採用顛倒的型體設計倒過來，面部的正面參考了初代超人力霸王，側面則為超人七號。其中側面是通過包括七號和衛司等角色的頭部組合，最終因而塑造的獨創性設計。

#### 變身器
- 閃光劍（リーフラッシャー）

能使飛鳥真變身成帝納的道具，在第1話打倒奈奧德隆比亞後所得到。外表看似岩石，上面描繪著類似光之巨人的臉。其形狀讓人聯想到火星的火星人臉，平時內側被折疊著水晶，要變身時便會展開發光。
通常變身之時會以右臂逆時針旋轉過頭頂之後擺出姿勢，另一種則是把閃光劍以傾斜的狀態向前突出，擺好姿勢後
閃光劍的發光部分便會180度展開，其水晶部分會放射出絢麗的光芒將飛鳥包圍，完成變身，另外根據場合不同會省略姿勢。
在《超人力霸王傳奇》中，閃光劍是故事的關鍵道具。

#### 型態變化
超人力霸王帝納可以根據戰鬥場景更改為三種型態（閃光、奇蹟、強壯）。與能夠自由變身為三種類型的迪卡不同，帝納只能切換型態一次，它可以從閃光型變身為奇蹟或強壯型，但不可以做出逆向變身的能力（如奇蹟→強壯、強壯→奇蹟），不過依然能夠切換成閃光型。
在進行型態變化時，帝納會將雙臂折疊在胸前的顏色計時器前，然後將雙臂向一側張開（變身奇蹟型），或是對角張開（變身強壯型），在某些情況下可以在不執行上述姿勢而改變型態。並且可以使額頭的「帝納水晶」因而瞬間切換。或者可以在執行旋轉跳躍時更改類型。（第44話，劇場版）
- 閃光型（フラッシュタイプ）[20]

基本形态。拥有酷似迪卡的身姿，该形态力量和速度平衡，而且有很多光线武器。擅长用丰富多彩的光线技能来迎击敌人。格斗能力在奇迹型之上，战斗风格比迪卡更为凶猛，有着勇往直前、不胜无归的性格。
有像与希尔顿隆和哥尔赞Ⅱ的战斗中应用棒球和剑道的技术来打倒敌人等用毅力和气势来克服困难的情况。格斗能力也相当优秀，曾擊敗阿斯特隆、巴吉利斯、希尔巴贡王、吉尔加诺德和古兰索菲亚等怪兽，足以证明闪亮型的格斗能力之強。在《超人力霸王傳奇》里复活之后，展现出压制海帕杰顿（巨大幼虫）的力量。
- 飞行速度：8马赫
- 奔跑速度：3马赫
- 水中速度：2马赫
- 地下速度：2马赫
- 跳跃力：1000公尺
- 握力：60000吨

- 奇蹟型（ミラクルタイプ）

在第2話中首次登場，是具有速度和特殊超能力的结合，擅长远距离战斗的戰士型態。有优越的移动作战能力，其中尤其是特殊超能力的运用更为出色，活跃地展现出运用各种各样的超能力来击破众多强敌。体色为蓝、银。必杀技是将敌人打进黑洞里中的空隙使其被擊敗的立波留姆光波，此外可以自由的变为光与GUTS EAGLE同化，也能够从古兰索菲亚吸收行星的重力场下逃出。剧中的最终章里用比启动了奈奥马克西马发动机（可以在几十分钟至一小时之内从地球到达火星，约合64000马赫以上）的库拉克乎更快的速度追上。与有着在金星的灼热大气中也能自由自在活动的适应能力。
相反力量处于劣势而接近战较弱，如与古拉伊奇斯等的肉搏战中陷入苦战而被束缚，但是靠毅力也可使出与强壮型相当的力量，是戴拿经常使用的形态之一。
在設計圖中還有速度型、天空型等名稱。
- 飞行速度：10马赫 （极限可达到光速88万马赫，但仅仅只在第39话和51话中才用过极限速度）
- 奔跑速度：5马赫
- 水中速度：4马赫
- 地下速度：1马赫
- 跳跃力：1500公尺
- 握力：40000吨

- 強壯型（ストロングタイプ）

在第4話中首次登場，注重力量和爆发力的形态，拥有着超越闪光型数倍的力量、破坏力以及格斗能力，其实力强大得令敌人闻风丧胆。相对于迪加稳扎稳打容易陷入持久战的保守战术，此型態後能运用强大的力量，以猛烈豪迈的攻击全面压制对手，一口气轻松解决战斗。
身体由红色加上银色线条，肌肉十分发达，爆发后的极限可举起27万吨的重物，常展现出极度愤怒的感情，擅长近战。必杀技是加尔奈特轰炸，此外格斗及搏斗力量也十分强悍，使用通常的打击也可达到相当必杀光线的破坏力。在空手攻击也可发挥出击倒怪兽的打击。能夠活跃展现出天生的怪力，击破其他形态无法打倒的敌人和重量级敌人。
在設計圖中，該型態也被稱為功率型。
- 飛行速度：5馬赫
- 奔跑速度：2.5馬赫
- 水中速度：1馬赫
- 地下速度：3馬赫
- 跳躍力：800公尺
- 握力：90000吨

### 本傳後世界觀
- 電影版
- 《超人力霸王迪卡&超人力霸王帝納:光之星的戰士》（1998年上映）
- 外傳
- 《超人力霸王帝納 羽次郎的歸來》（OV版，2001年播映）
- 前傳
- 《迪迦奥特曼：最终圣战》（2000年上映）

前作《超人力霸王迪卡》的電影作品。其中本作登場的SUPER G.U.T.S隊員皆全員客串登場。
- 後日談
- 《超人力霸王傳奇》（2012年上映）

#### 在其他作品的登場
《超人力霸王蓋亞 超時空之大決戰》（1999年）
《新世紀超人力霸王傳說》（2002年）
《新世紀2003超人力霸王傳說  THE KING'S JUBILEE》（2003年）
《大決戰!超人力霸王8兄弟》（2008年上映）: 平行宇宙，飛鳥在棒球場擔任練習生。涼是體育場工作的同事。
《大怪獸格鬥 超銀河傳說 THE MOVIE》（2009年）
《超人力霸王銀河S:決戰！超人10勇士！》（2015年）
《超人力霸王Orb 始源傳奇》（2016年）
- 《超級銀河格鬥 命運的衝突》（2022年、以幻象形式登場）
- 《超人力霸王德卡》第21話（2022年）
- 《超人力霸王德卡最終章：旅途的彼方…》（2023年）

### 人造超人泰拉諾伊德（テラノイド）
第49話登場，權藤參謀在意外發現飛鳥就是帝納的身份之後，透過偷取TPC情報局所封藏的迪卡之地數據的「F計畫」所建立人類最強的超級防禦兵器。
起初僅為石像狀態，但在權藤利用柾木慶悟所留下的光基因轉換器將飛鳥身上的光注入到上頭而誕生。擁有擁有著媲美帝納的外觀與強大的能力，然而作為空洞的戰鬥容器，泰拉諾伊德僅能以本被指定的命令進行戰鬥，雖起初消滅大批的索菲亞飛行體，僅不懂得如何防禦，換來能量極度消耗最後倒地不起的下場，索菲亞見勢立刻將之覆蓋，成為醜陋扭曲的「超合成獸人吉爾加諾德（セルカノイト）」的存在。
在最初的企劃中，系列構成長谷川圭一曾考慮過飛鳥真的競爭對手·不動健做為人間體，在遭到索菲亞合體後變成宇宙人吉爾加諾德的故事，結局則是回復殘留人性的不動被帝納從軀殼中救出來，並消滅吉爾加諾德為結局的定向，不過後來因第37話不動健在該話宣布死亡後才作罷。

## 本作登場的防衛組織

### T.P.C
地球和平联合组织（T.P.C ）
全名「Terrestrial Peaceable Consortium」是20世紀末，以聯合國事務總長澤井總一郎的提倡為開端，世界上的科學家團體協力設立的超越國家範圍的組織。
在邪神卡達諾佐亞事件七年後，因新邊疆計劃（ネオフロンティア計畫）正式發表的發展，為了體現面向新領域時代的「新TPC」的特色，TPC的標語煥然一新，擴大範圍並使組織規模進一步擴大和軍事化。已經成為一個大型的全球組織，各部門還設置了參謀長的機關。
不過也因為軍事實力增加的關係，在社會公眾也存在著「TPC的軍備增強是在向過去地球防衛軍的警戒時代逆行」的批判聲，在世界各地皆設有支部，主要為北美支部（佛羅里達州）、南美支部（聖地亞哥）、北歐支部（奧斯陸）、南歐支部（維也納）、西亞支部（加德滿都、泗水）、非洲支部（阿迪斯阿貝巴）南太平洋支部（茂宜島）和大洋洲支部（新喀里多尼亞）。
由於宇宙殖民的因素開始在外星球設置基地，共有月球迦羅瓦基地、火星水手號谷基地、木衛三蓋尼米德基地、加尼米德基地（建設中）、三角洲宇宙空間站、卡米伊宇宙空間站和歐米茄宇宙空間站。此外在其他地區也設置不同的研究中心，如南極洲的海底基地冰堡、海底研究站Triton J2，前作《迪卡》的遠東總部基地則被改為航空司令部基地使用，在庫利奧莫斯諸島也設有會議廳。

#### 關聯機關
- TPC最高司令部
- TPC参謀本部
- 超級全球無限任務班（SUPER G.U.T.S）
- 飛行員成員培訓中心「ZERO」
- 太空犯罪調查部門「宇宙冒險部隊」
- 醫療中心
- 情報局
- 警務局
- 紅龍小隊
- 特種部隊「Black Buster」（警務局所轄）
- 医務局
- 宇宙開發局
- 海洋開發局
- 生物工学班
- 生物工学研究所
- 遺傳學子工学研究所
- 技術班
- 科学局
- 宇宙発電所

#### T.P.C綜合基地
由於以前設置在千葉縣的房總半島的遠東總部基地，在邪神卡達諾佐亞一戰時受到毀滅，因此將總部遷在日本中部的八嶽山一帶設置新總部，建設工作於2012年開始，並於2014年完成。
設施多數修建在地下和山麓，並設有機械開發工廠、機庫、控制整個基地的中央控制室等各種設施。，中樞機能是俗稱被稱為Grand圓頂狀的部分，在緊急情況下上方的圓盤部分可以下降採取臨戰模式的「防禦模式系統」。
在基地的頂層則設有SUPER G.U.T.S操作指揮室，綜合控制室，會議室，起居室，實驗室設施，醫療中心，檢查室，劍道大廳等。
此外，該基地有設有在危險區域容納居民的避難場所，還連接著通往全國各地的主要公路，在山腳下，有一個配備電池和高純度儲能基地的無人防禦系統，防禦範圍相當廣泛。

### SUPER G.U.T.S
本作登場的防衛隊，全名為「Super Global Unlimited Task Squad（超級全球無限任務團隊、スーパーGUTS）』，也可寫成「S-GUTS」，是由七人專家所組成的特別調查行動小組簡稱。於2014年成立。
其成立的歸因，是隨著TPC開始推進新邊疆計劃，將活動領域擴大到宇宙殖民時對於因應「造成災害的怪獸以及地球外生物的侵略」防禦所需求。於以接替其前身團隊G.U.T.S，因此隊中有各種專家來應對各種事件，隸屬於地球和平聯合組織（TPC）遠東總部。SUPER G.U.T.的使命除了調查地球的「超自然現象、神秘事件和疑難事件」，並保護進入在新邊疆時代的人類免受怪獸和入侵外星人等威脅。因此其行動的地球不僅在地球，同時也包括在新邊疆計劃的前線設施，太陽系各個行星進行調查。該隊伍擁有非常強大的戰鬥力，包括使用麥克斯動力系統的大型主力戰鬥機GUTS Eagle號 ，但他們最大的武器是「一顆永不放棄、努力前進的心」。

本部基地設置日本八嶽山TPC綜合基地，在火星和月球都設有支部，其小隊出動的條件是「只有造成災害的怪獸以及地球外生物的侵略」，會使用戰機和戰車支援帝納。比起過去GUTS的嚴肅，Super GUTS隊伍中成員相處的表現顯得比前者還來得搞笑。其接到任務時的口令聲是「Rajah！（了解！）」並豎起大拇指。
2020年，SUPER G.U.T.S和超人力霸王帝納成功擊敗了索菲亞，但也因此犧牲了包括能夠變身帝納的成員：飛鳥真。後在2027年Neo Super G.U.T.S成立後，該防衛組織剩下的六名成員則將活動重心轉移至火星殖民地，並更名為「Super G.U.T.S Mars」。

### 武器・裝備
SUPER G.U.T.S
武器
萊特斯手槍（G.U.T.Sガッツブラスター）
SUPER G.U.T.S隊員攜帶的小型萬能槍，於作戰時使用。
正常模式為扣動扳機發射雷射，扣動扳機按得時間越久雷射發射的距離更大。
- WIT（ウイット）

SUPER G.U.T.S隊員攜帶的超小型電腦，用於通信使用。
通常在隊員服皮帶的左腰部位攜帶。
- 銀河狙擊槍（ギャラクシースナイパー）

可發射4、5枚左右的光彈發射步槍型的槍枝。第1話飛鳥用來攻擊達蘭比爾使用。
TPC的一般隊員們也使用同樣的槍枝。
- 布萊克機關槍 （ブレイクシューター）

登場於第5話的新式槍枝，可發射圓盤形的光線。
前兩次登場都是飛鳥使用，用於攻擊怪獸。
戰機
- GUTS Eagle號（ガッツイーグル/Guts Eagle）

使用麥克斯動力系統的大型主力戰鬥機，全長24公尺，戰鬥時可分為α號、β號、γ號三部分戰鬥，可載運8人，最高速度分別為6馬赫及50馬赫（太空）。
最大的武器是三架戰機同時蓄力發的強力光線炮「龍捲雷擊」，此外再未分離的情況下也能航行。
另外，各自的機體集中發射的電磁網可以讓怪獸無法行動。
- GUTS Eagle α機（ガッツイーグルα/Guts Eagle α）

Eagle號的高速小形偵察戰鬥機，同時也是神鷹號的頭部部分，武器光線和機身線條為紅色。主要都是由飛鳥駕駛，13公尺。
機身底部也能跟GUTS飛燕1號一樣可選擇各種武器，在15年後的世界《傳奇》時仍持續服役中。
- GUTS Eagle β號（ガッツイーグルα/Guts Eagle β）

Eagle號的作戦指令機組，同時也是神鷹號的中部部分，通常響隊長、幸田、中島及狩矢駕駛，6公尺。
兩翼可發射藍色的光線和轟炸武器，機頭則裝備雷射炮。
- GUTS Eagle γ號（ガッツイーグルα/Guts Eagle γ）

Eagle號的戦闘哨戒機，同時也是神鷹號的未端部分，13公尺。
武器光線和機身線條為黃色，主要都是由良駕駛。
- GUTS Eagle α Superior號（ガッツイーグルα スペリオル/Guts Eagle α Superior）

首次登場於第33話，是Super GUTS對「GUTS Eagle α機」進行最大速度提升，加強與提高精度和運動表現，以應對城市作戰而研發的強化改良機，14公尺。
俗稱「αS號」。武器是安裝在機身底部的破轟炮，在第48話還具備電磁網。
在本作18年後的世界《超人力霸王迪卡·遠古復甦的巨人》作為量產訓練機使用。
- 康納利07飛艇（コネリー07（ゼロセブン）/Connelly07）

能夠在亂氣流事故現場飛行，拯救及偵察使用的特殊捜索救助艇。主要用於空運和偵察。
武器有拉扎貝炮和瞬間滅火彈。
- 等離子百式（プラズマ百式）

為了即將到來的宇宙時代，所使用「Zero Drive航法」系統的試驗機，具有著光速的速度。
由於後坐力太強，沒有人能立刻適應，只有飛鳥的父親——飛鳥一馬例外。而他就是乘坐在這架機消失在光之中。13年後本機在冥王星附近找到並回收，但卻沒发现飞行员飛鳥一馬的踪迹。
飛鳥在第29話曾駕駛此機成功通過了測試，使Zero Drive航法的計劃取得了長足的進步。
車輛
- 塞雷特車（ゼレット/Zeretto）

SUPER G.U.T.S主要用於巡邏的特種高速汽車，武器是機車上部的塞拉利安炮，還有屏障防禦功能。
第19話還裝備了反等離子彈使用。
- 博帕車（ボッパー/Bopper）

SUPER G.U.T.S專用的特殊四輪驅動車。
具有堅固的車身和高馬力的引擎。
- GUTS掘進機（ガッツディグ）

狩矢為開發月球遺蹟而發明的地下戰車。依靠特殊合金製造的鑽頭在地下挖掘前進搜索。
武器為鑽頭射出的原子射線，但大多數都是用來破壞堅固的岩層。可以跟其他戰機一樣與α和β合為一體。
- GUTS潛艇（ガッツマリン）

所使用的可在水中探查戰鬥等使用的青色潛水艇，第26話登場
武器為高能藍色雷射和破鯊雷。可以跟其他戰機一樣與α和β合為一體。由於有耐水壓的屏障，因此可以潛入深海。
移動要塞NF-3000（クラーコフNF-3000）
可以在宇宙移動的大型移動基地，也能移動到怪獸出現的上空進行偵察，擔當著前線基地的角色，在第6話首次登場。
使用了新麥格斯動力系統，其機體上擁有「新麥克斯動力砲」，在第50話則裝載具有強大破壞力的武器「新麥克斯炮（ネオマキシマ砲）」。
T.P.C
- Zero Drive航法（ぜロドライブ航法）

是T.P.C為了即將到來的宇宙時代，所研製的兩種新航法之一，由八生納判所開發。
是一種加速到光速的航行法，然而因風險性太大而一度開發中止，之後計畫則再度重啟。
- 新麥格斯動力系統（New Maxima Over Drive）

是T.P.C為了即將到來的宇宙時代，所研製的兩種新航法之一，由過去的科學家八生納判所開發。
原理是利用質子和反質子之間發生湮滅，變成光子，利用湮滅產生的能量作為推動力。
再將過去麥格斯動力系統加以改進後，實現了真正的超越光速。
- SP·1

在火星發現可能被應用於武器的新礦物。
戰機
- TPC1（TPC輸送機）

運送總監和參謀等乾部的專機。在某些場合下，也作為指揮基地，或發揮物資運輸及救援等功能。
- 汎用機

運送TPC成員和各種設備到事件現場及每個分支機構的運輸機。
- 運輸機

在運輸大型設備和大量成員時使用的飛機。
- 滑翔機

第34話登場。
- 宇宙攻击者（コスモアタッカー）

部署於宇宙基地的量産型戰鬥機，曾於前作《迪卡》登場。
- 羅慕路斯3號（ロムルス3号）

TPC宇宙開發中心所轄太空船，駕駛員則是由前G.U.T.S隊員新城哲生所駕駛，為該同型號機的第三代。
因調查冥王星地表類似人脸的图案Miss Smile（ミススマイル）而前往冥王星探勘，然而飛機被索菲亞寄生
最終在大阪六甲山降落後，寄生的索菲亞則利用機上的麥格斯動力系統和附近的岩石融合，變成宇宙合成獸喬莫斯。
- 羚羊號（ガゼル号）

出現在第41話中的大型宇宙輸送客船，正進行著乘载着出生在宇宙的孩子们返回地球的任務。
- 獨角獸 (ユニコーン)

出現在第41話中。一枚部署在軌道上並裝有拋物線束炮的防禦衛星。被達伊奧利斯摧毀。
- Mountain Gulliver 5（マウンテンガリバー5号）

出現在第42話是飛鳥的夢境中。火星基地的崛井正美博士開發出的巨型機器人，由於設計上的失誤導致駕駛艙很小，因此只能由身材嬌小的小舞駕駛。
機體上搭載著含有使用SP·1能量的新德克薩斯炮試驗品。由於這個機器人只是飛鳥夢中的一個故事，所以它是否真的存在還不得而知。
- GUTS Shadow號（ガッツシャドー）

由T.P.C本部的參謀長權藤喜八的隊伍「Black Buster」隊員們駕駛的飛機，飛燕1號的改良型，第49話登場。
具有隱身功能，光學偽裝功能，電磁網等，並且具有比神鷹號更大的戰鬥能力。最大速度未知。
另外，此戰機也使用以SP·1能量強化的新德克薩斯炮·Spark Bomber（ネオデキサス砲·スパークボンバー）作為必殺武器。
電腦巨艦· 普羅米修斯號（電脳巨艦·プロメテウス/Large computer Prometheus）
電影版《光之星的戰士》登場，是T.P.C本部的參謀長權藤喜八和如月女博士開發的一個智能戰艦。
可以輸入優秀的戰士的作戰經驗來無人駕駛。在宇宙中，可以用新麥克斯動力系統導航航行。
此外艦身體各處具備了機關炮和強大破壞力的武器「新麥克斯炮（ネオマキシマ砲）」，然而最終則遭到莫奈拉星人奪去，
並加以改造並強化而製成破壞機器人「電腦魔神戴斯法薩（デスフェイサー）」。
其他
- 人工太陽試驗機NSP Campanella（NSPカンパネラ）

第25·26話登場，是在太陽系無法觸及光源的行星上使用的人工太陽。
並被運往木星的過程中，因為宇宙生命體斯休姆的陰謀而導致其接近地球，但Super GUTS的活躍則阻止了這一陰謀。
在第50話遭受斯菲亞的吞噬。
- 地質探查機器人TM-39（ロボット・ラブモス）

是於第32話登場的探査用宇宙船，負責進行土星衛星索維諾的探查任務，暱稱「拉布摩斯（ロボット）」。
因聽到了在衛星上發現的神秘樂器雕像所發出的「歌」而暴走爆炸，為了分析原因而被運進TPC本部，
然而將TPC的主計算機電腦支配，並以自己為核心，通過吸收TPC的武器，變形成撒旦拉布摩斯開始了破壞行動。
最終在帝納的活躍下，恢復正常機能。
宇宙網（コスモネット）
由TPC科學局和私營部門PWI共同運營的巨型星際網絡。出現於第35話中。
它由放置在地球，月球，火星，木星和冥王星等行星軌道上，是由多個人造衛星組成，用於調查太空船的導航狀態。

### G.U.T.S.
登場於前作《超人力霸王迪卡》中的一支防衛隊伍，全名為「Global Unlimited Task Squad」（全球無限任務團隊），是TPC在2006年時，因旨在應對和調查覆蓋地球的「超自然現象、神秘事件和疑難事件」，並設法提供有效的攻擊手段的目的而成立，由七位專家所組成的特別調查行動小組簡稱。 在主線故事中，G.U.T.S擁有相當數量多數擊敗巨大敵役的記錄。
在前作《迪卡》與《最終聖戰》的事件過後不久，隨著TPC因進入新邊疆時代而進行改組，組織規模進一步擴大。因此本來的G.U.T.S於2014年解散，防衛組織的地位則由SUPER G.U.T.S取代，七名隊員也邁向不同的領域進行發展。
在《帝納》在主線故事中，G.U.T.S的成員曾多次在戰役及事件中出場，原有的成員也曾協助SUPER G.U.T.S一同聯手消除索菲亞的威脅。

## 播放列表
以下時間以當地時間（日本時間）為準：
| 日本首播台灣首播     | 集數 | 標題漢譯                                   | 登場怪獸・宇宙人                                                                               | 編劇              | 導演         | 特攝導演          | 收視率 |
| -------------------- | ---- | ------------------------------------------ | ---------------------------------------------------------------------------------------------- | ----------------- | ------------ | ----------------- | ------ |
| 1997/09/061999/09/02 | 1    | 新たなる光‧前編新的光‧前編                 | 宇宙球体 スフィア 合成獣 ダランビア 超合成獣 ネオダランビア                                    | 長谷川圭一        | 小中和哉     | 大岡新一          | 9.0%   |
| 1997/09/131999/09/09 | 2    | 新たなる光‧後編新的光‧後編                 | 超合成獣 ネオダランビア 宇宙球体 スフィア 溶岩合成獣 グラレーン                                | 長谷川圭一        | 小中和哉     | 大岡新一          | 7.8%   |
| 1997/09/201999/09/16 | 3    | 目覚めよアスカ覺醒吧！飛鳥                 | 再生怪獣 グロッシーナ 宇宙寄生獣 サイクロメトラ                                                | 吉田伸            | 石井てるよし | 佐川和夫          | 8.0%   |
| 1997/09/271999/09/23 | 4    | 決戦！地中都市決戰！地下都市               | 肉食地底怪獣 ダイゲルン                                                                        | 右田昌万          | 石井てるよし | 佐川和夫          | 6.9%   |
| 1997/10/041999/09/30 | 5    | ウイニングショット （勝利一擊）            | 変異昆虫 シルドロン                                                                            | 古怒田健志        | 原田昌樹     | 北浦嗣巳          | 7.6%   |
| 1997/10/111999/10/07 | 6    | 地上最大の怪獣地面最大的怪獸               | 菌糸怪獣 フォーガス                                                                            | 武上純希          | 原田昌樹     | 北浦嗣巳          | 6.3%   |
| 1997/10/181999/10/14 | 7    | 箱の中のともだち箱子裡的朋友               | 凶悪怪獣 ギャビッシュ 特別捜査官 ダイス星人                                                    | 川上英幸          | 村石宏實     | 村石宏實 満留浩昌 | 7.6%   |
| 1997/10/251999/10/21 | 8    | 遥かなるバオーン遙遠的巴安                 | 催眠怪獣 バオーン                                                                              | 太田愛            | 村石宏實     | 村石宏實          | 7.6%   |
| 1997/11/011999/10/28 | 9    | 二千匹の襲撃二千隻怪獸的襲擊               | 吸電怪獣 ギアクーダ                                                                            | 長谷川圭一        | 石井てるよし | 佐川和夫          | 6.7%   |
| 1997/11/081999/11/04 | 10   | 禁断の地上絵禁斷的地上畫                   | 高速怪獣 デキサドル 念力種族 ゼネキンダール人                                                  | 右田昌万          | 石井てるよし | 佐川和夫          | 7.6%   |
| 1997/11/151999/11/11 | 11   | 幻の遊星幻之遊星                           | 破壊獣 モンスアーガー 迷子珍獣 ハネジロー                                                      | 川上英幸          | 原田昌樹     | 原田昌樹          | 6.7%   |
| 1997/11/221999/11/18 | 12   | 怪盗ヒマラ怪盜希瑪拉                       | 怪宇宙人 ヒマラ                                                                                | 太田愛            | 原田昌樹     | 原田昌樹          | 6.9%   |
| 1997/11/291999/11/25 | 13   | 怪獣工場怪獸工廠                           | 三面ロボ頭獣 ガラオン 知略宇宙人 ミジー星人                                                    | 川上英幸          | 北浦嗣巳     | 北浦嗣巳          | 7.7%   |
| 1997/12/061999/12/02 | 14   | 月に眠る覇王沉睡月亮的霸王                 | 宇宙帝王ヌアザ星人 イシリス                                                                    | 古怒田健志        | 北浦嗣巳     | 北浦嗣巳          | 6.0%   |
| 1997/12/131999/12/09 | 15   | 優しい標的溫柔的目標                       | 尖兵怪獣 ギャンザー 諜報宇宙人 クレア星雲人シオン                                              | 長谷川圭一        | 村石宏實     | 村石宏實          | 6.5%   |
| 1997/12/201999/12/16 | 16   | 激闘！怪獣島激鬥！怪獸島                   | ハイパークローン怪獣 ネオザルス 剛力怪獣 クローンシルバゴン 変異昆虫 クローンシルドロン        | 川上英幸          | 村石宏實     | 村石宏實          |        |
| 1997/12/271999/12/23 | 17   | 幽霊宇宙船幽靈太空船                       | 幽霊船怪獣 ゾンバイユ ゾンビ怪人 シルバック星人                                                | 右田昌万          | 石井てるよし | 佐川和夫          | 5.6%   |
| 1998/01/101999/12/30 | 18   | 闇を呼ぶ少女たち召喚黑暗的少女們           | 大魔獣 ビシュメル                                                                              | 長谷川圭一        | 石井てるよし | 佐川和夫          | 6.6%   |
| 1998/01/172000/01/06 | 19   | 夢幻の鳥夢幻之鳥                           | 凶獣 姑獲鳥                                                                                    | 武上純希          | 原田昌樹     | 原田昌樹          | 7.8%   |
| 1998/01/242000/01/13 | 20   | 少年宇宙人                                 | 瑠璃色宇宙人 ラセスタ星人                                                                      | 太田愛            | 原田昌樹     | 原田昌樹          | 6.5%   |
| 1998/01/312000/01/20 | 21   | 発熱怪獣3000度熾熱怪獸三千度               | 超高熱怪獣 ソドム                                                                              | 古怒田健志        | 北浦嗣巳     | 北浦嗣巳          | 7.1%   |
| 1998/02/072000/01/27 | 22   | ツクヨの兵士月夜的士兵                     | 妖獣 モズイ                                                                                    | 太田愛            | 北浦嗣巳     | 北浦嗣巳          | 7.8%   |
| 1998/02/142000/02/10 | 23   | 夢のとりで夢之城寨                         | 深海竜 ディプラス                                                                              | 大西信介          | 小林義明     | 佐川和夫          | 7.6%   |
| 1998/02/212000/02/17 | 24   | 湖の吸血鬼湖中吸血鬼                       | 吸血生命体 マリキュラ 吸血生命体 小型マリキュラ                                                | 川上英幸          | 小林義明     | 佐川和夫          | 6.4%   |
| 1998/02/282000/03/02 | 25   | 移動要塞浮上せず‧前編移動要塞不能上升‧前編 | 宇宙海獣 レイキュバス 半魚人兵士 ディゴン 水棲生命体 スヒューム                                | 長谷川圭一        | 村石宏實     | 村石宏實          | 6.7%   |
| 1998/03/072000/03/09 | 26   | 移動要塞浮上せず‧後編移動要塞不能上升‧後編 | 宇宙海獣 レイキュバス 半魚人兵士 ディゴン 水棲生命体 スヒューム                                | 長谷川圭一        | 村石宏實     | 村石宏實          | 6.3%   |
| 1998/03/142000/03/16 | 27   | 怪獣ゲーム怪獸遊戲                         | スーパー必殺怪獣 デマゴーグ 双体宇宙人 チェーン星人（レフト、ライト） 改造怪獣 グロッシーナII  | 吉田伸            | 児玉高志     | 佐川和夫          | 5.7%   |
| 1998/03/212000/03/23 | 28   | 猿人の森猿人森林                           | 巨大猿人 ギガンテス（雄・雌）                                                                  | 武上純希          | 児玉高志     | 佐川和夫          | 5.9%   |
| 1998/03/282000/03/30 | 29   | 運命の光の中で命運的光之中                 | 彗星怪獣 ガイガレード                                                                          | 吉田伸            | 北浦嗣巳     | 北浦嗣巳          | 5.3%   |
| 1998/04/042000/04/06 | 30   | 侵略の脚本侵略的劇本                       | 三面ロボ頭獣 ガラオン 知略宇宙人 ミジー星人 特殊戦闘用メカニックモンスター コガラオン          | 川上英幸          | 北浦嗣巳     | 北浦嗣巳          | 5.3%   |
| 1998/04/112000/04/13 | 31   | 死闘！ダイナVSダイナ死鬥！帝納對帝納       | ニセウルトラマンダイナ 宇宙格闘士 グレゴール人 破壊獣 モンスアーガーII                         | 増田貴彦          | 原田昌樹     | 原田昌樹          | 7.0%   |
| 1998/04/182000/04/20 | 32   | 歌う探査ロボット歌唱的探測機器人           | モンスターマシン サタンラブモス アイドルロボット ラブモス (TM-39)                              | 右田昌万          | 原田昌樹     | 原田昌樹          | 6.5%   |
| 1998/04/252000/04/27 | 33   | 平和の星和平之星                           | 生物兵器 メノーファ 超悪質宇宙人 ナルチス星人                                                  | 長谷川圭一        | 小中和哉     | 佐川和夫          | 5.4%   |
| 1998/05/022000/05/04 | 34   | 決断の時決斷之時                           | 宇宙スパーク大怪獣 バゾブ                                                                      | 吉田伸            | 小中和哉     | 佐川和夫          | 6.5%   |
| 1998/05/092000/05/11 | 35   | 滅びの微笑（前編）滅亡的微笑‧前編          | 宇宙球体 スフィア 宇宙合成獣 ジオモス                                                          | 長谷川圭一        | 村石宏實     | 村石宏實          | 6.3%   |
| 1998/05/162000/05/18 | 36   | 滅びの微笑（後編）滅亡的微笑‧後編          | 宇宙合成獣 ジオモス 超宇宙合成獣 ネオジオモス                                                  | 長谷川圭一        | 村石宏實     | 村石宏實          | 6.1%   |
| 1998/05/232000/05/25 | 37   | ユメノカタマリ夢的結集                     | ゴミ塊物 ユメノカタマリ                                                                        | 村井さだゆき      | 服部光則     | 服部光則          | 5.5%   |
| 1998/05/302000/06/01 | 38   | 怪獣戯曲怪獸戲曲                           | バロック怪獣 ブンダー                                                                          | 村井さだゆき      | 実相寺昭雄   | 佐川和夫          | 5.6%   |
| 1998/06/062000/06/08 | 39   | 青春の光と影青春的光與影                   | 肉食地底怪獣 クローンダイゲルン 異形進化兵 ゾンボーグ兵 超異形進化怪獣 ゾンボーグ              | 吉田伸            | 児玉高志     | 佐川和夫          | 6.7%   |
| 1998/06/132000/06/15 | 40   | ジャギラの樹查基拉之樹                     | 宇宙魔樹 ゴッドジャギラ ジャギラ星人 宇宙植物 ジャギラの樹                                     | 六本木学          | 児玉高志     | 佐川和夫          | 5.7%   |
| 1998/06/202000/06/22 | 41   | ぼくたちの地球が見たい想看我們的地球       | 宇宙大昆虫 ダイオリウス（成虫&幼虫）                                                           | 太田愛            | 川崎郷太     | 川崎郷太          | 5.5%   |
| 1998/06/272000/06/29 | 42   | うたかたの空夢泡沫的空夢                   | 悪質宇宙人 レギュラン星人ヅウォーカァ将軍 MG-0005-RX マウンテンガリバー5号                     | 川崎郷太          | 川崎郷太     | 川崎郷太          | 5.5%   |
| 1998/07/042000/07/06 | 43   | あしなが隊長長腿隊長                       | 超古代怪獣 ゴルザII                                                                            | 右田昌万          | 村石宏實     | 満留浩昌 村石宏實 | 4.9%   |
| 1998/07/112000/07/13 | 44   | 金星の雪金星之雪                           | 灼熱合成獣 グライキス 宇宙球体 スフィア                                                        | 長谷川圭一        | 村石宏實     | 満留浩昌 村石宏實 | 5.0%   |
| 1998/07/182000/07/20 | 45   | チュラサの涙翠麗莎的眼淚                   | 宇宙超獣 トロンガー ギガール星・女戦士 チュラサ                                                | 上原正三          | 高野敏幸     | 高野敏幸          | 3.8%   |
| 1998/07/252000/07/27 | 46   | 君を想う力思念你的力量                     | 恐怖エネルギー魔体 モルヴァイア 幻影怪獣軍団 黒い宇宙植物                                      | 右田昌万          | 原田昌樹     | 原田昌樹          | 6.2%   |
| 1999/08/012000/08/03 | 47   | さらばハネジロー再見羽次郎                 | 魔石超人 デビルファビラス 放浪宇宙人 ファビラス星人（A&B）                                     | 川上英幸          | 原田昌樹     | 原田昌樹          | 4.6%   |
| 1999/08/082000/08/10 | 48   | ンダモシテX吾達摩斯迪X                     | 地底怪獣 モゲドン 変心宇宙人 チャダビン星人                                                    | 右田昌万 武上純希 | 北浦嗣巳     | 北浦嗣巳          |        |
| 1999/08/152000/08/17 | 49   | 最終章I 新たなる影最終章I‧新的影子         | 宇宙球体 スフィア 超合成獣ネオダランビアII 人造ウルトラマン テラノイド 超合成獣人 ゼルガノイド | 長谷川圭一        | 小中和哉     | 大岡新一          | 4.7%   |
| 1999/08/222000/08/24 | 50   | 最終章II 太陽系消滅<最終章II‧太陽系毀滅    | 超合成獣 ネオガイガレード 暗黒惑星 グランスフィア                                              | 長谷川圭一        | 小中和哉     | 大岡新一          | 5.4%   |
| 1999/08/292000/08/31 | 51   | 最終章III 明日へ...最終章III‧向著明天...   | 超合成獣 ネオガイガレード 暗黒惑星 グランスフィア                                              | 長谷川圭一        | 小中和哉     | 大岡新一          | 5.6%   |

## 音樂

### 片頭曲

- 作詞：松井五郎　作曲：鈴木喜三郎　編曲：矢野立美　演唱：前田達也

香港版
『義大朋友』（香港無線電視版本）
- 演唱：謝霆鋒

### 片尾曲
「君だけを守りたい」（第1-26、35、50集）
劇中被設定為「一首為世人所熟知的歌曲」，在第25、26話中，由各個場景中的角色演唱。編曲在第42話中被用作插曲，導演剪輯版最終章則作為片尾曲播映。
THE ALFEE的專輯《Nouvelle Vague》收錄此曲的翻唱，名為『SAVE YOUR HEART-君だけを守りたい』。此外，鶴野剛士的翻唱專輯《つるのおと》收錄了由鶴野本人翻唱的版本。
- 作詞・作曲：高見澤俊彥　編曲：井上鑑　演唱：中島フミアキ

「ULTRA HIGH」（第27-34、37-49、51集）
- 作詞・作曲・編曲・演唱：レイジー

「Brave Love, TIGA (Instrumental Version)」（第36集）
原為《超人力霸王迪卡》片尾曲，在本劇則以伴奏形式播映。
- 作曲：和佐田達彦　編曲：福田裕彦

### 插曲
『Take off!! スーパーGUTS』
- 作詞：青木久美子　作曲・編曲：佐橋俊彦　演唱：ナイトスキャッツ（ピーカブー、若子内悦郎、MoJo）

『LOVE & PEACE』
- 作詞・作曲：中島文明　編曲：中島文明、祐天寺浩美　演唱：Fumiaki Nakajima with Sara&Rei

『ミラクルの風になれ』（第9集）
- 作詞：松井五郎　作曲：鈴木喜三郎　編曲：タダミツヒロ　演唱：宮下文一

『ダイナの赤い輝きに』（第24集）
- 作詞：松井五郎　作曲：鈴木喜三郎　編曲：佐橋俊彦　演唱：石原慎一

『いまこそフラッシュ』（第35集）
- 作詞：松井五郎　作曲：鈴木喜三郎　編曲：矢野立美　演唱：前田達也

## 飛鳥真的去向及「Neo Frontier Space」的後續
根據最終話顯示，由飛鳥真化身的帝納為了拯救人類與黑洞同歸於盡。飛鳥也消失在神秘的光之中，並和他父親相遇。
不過在2009年上映的電影《大怪獸格鬥 超銀河傳說》中，可以確認飛鳥因此擁有穿梭穿越平行宇宙的能力，原本在TV版正劇是被帝納的光寄宿的他，
甚至進化到和帝納的靈魂完全融合成為帝納新的本體。到達了M78宇宙的世界觀中。
之後則在各個宇宙不斷歷練，自身格鬥能力不斷增強，並且可以使用更多獨特的超能力。
飛鳥真為了拯救人類的未來而消失的15年（2035年）期間，除了地球上設置了新戰隊「ネオスーパーGUTS」，以代替原先的Super GUTS，
原Super GUTS的成員（除擔任TPC總監的響剛助和擔當Zero教官的綠川舞）則是改組成為「SUPER GUTS Mars」並在火星上指揮任務。
此外，TPC也在木衛三及土衛六開創了「Super GUTS Jupiter」和「Super GUTS Saturn」，負責監視外太陽系的監控任務。
為了紀念超人力霸王帝納在索菲亞戰役中的犧牲與貢獻，人們開創了「飛鳥紀念日」來紀念飛鳥真的過往事蹟。
根據《超人力霸王傳奇》顯示，儘管世界年代已到2035年，但TPC的科技似乎並沒有得到更加的發展，即使防衛系統的運作是有更新，
不過整體上來看並沒有變化許多，或許是因為世界已經不需要超人力霸王，也不需要再強化軍備的能力了。但也依舊培育著新隊員，
如Super GUTS的新隊員大河望（タイガ·ノゾム）（《傳奇》主角）及Neo-Super GUTS訓練生圓翼（マドカ·ツバサ，圓大梧兒子）等隊員。

## 其他相關媒體

### 電影
《超人力霸王迪卡&超人力霸王帝納:光之星的戰士》（日語： 英語：）为1998年圆谷制作公司制作的特摄片《超人力霸王帝納》的剧场版电影。1998年3月14日於松竹配給並在日本上映。

#### 概要
這是繼《超人力霸王傑斯》二部曲後，第一次以平成三部曲為主題的首個電影作品，劇情衡接《超人力霸王帝納》正傳的故事劇情，除了故事結構緊湊和一大看點的「普羅米修斯號戰艦」外，於前作登場的「超人力霸王迪卡」及以入麻惠美隊長為首的「GUTS」的四位隊員也加入劇情客串登場，增添了電影的看點。（迪卡的人間體「圓大梧」未於在本作出現。）

#### 故事大綱
在月球上空，SUPER G.U.T.S.的隊員們正在在宇宙中追擊怪獸，正當危險之時，超人力霸王帝納出現了，並開始在月球上與怪獸展開搏鬥，然而一艘超巨大戰艦用鐳射砲解決掉了怪獸，這就是TPC新開發的「普羅米修斯號戰艦」。在負責開發的總負責人「如月瑠衣」博士的應邀參觀下，SUPER G.U.T.S來到克里莫斯諸島上的兵工廠登上戰艦，並驚奇的發現這是一個智能戰艦，如月想取得隊員們的戰鬥記憶時飛鳥自告奮勇躺了進去。然而如月卻小聲對飛鳥說了一句：「再見了，帝納」後開啟了程序。導致昏迷的飛鳥在記憶中見到與自己以前對戰的丹克沙德爾、岡薩、弗加斯等怪獸，等到飛鳥甦醒後，卻和小舞看見有艘飛碟來到了島上，發射激光來損毀建築。
而這時兵工廠劇烈搖晃起來，原來她已被莫奈拉星人附體的如月瑠衣開始駕駛著普羅米修斯，而飛碟飛到戰艦上方，射出光線照耀它使戰艦，成了機器魔神—「戴斯法薩」。由於戴斯法薩早已收集了帝納的戰鬥數據，因此對帝納的行動瞭如指掌，最後在關鍵時刻露出了胸部的鐳射砲，並將整個克里莫斯諸島毀滅，而飛鳥也從這場可怕噩夢中醒來。不僅夢見了怪獸，還夢見在月球上，普羅米修斯號向他發射鐳射砲，使得他產生了心理陰影......戴斯法薩與飛碟飛走了。此時，兵工廠劇烈晃動，小舞被掀倒在地......

#### 演員表
SUPER GUTS
- 飛鳥真 - 鹤野刚士
- 綠川舞 - 山田瑪利亞
- 弓村涼 - 齊藤理沙
- 響豪介 - 木之元亮（日语：木之元亮）
- 幸田敏行 - 布川敏和（日语：布川敏和）
- 狩谷孝平 - 加瀬尊朗（日语：加瀬尊朗）
- 中島努 - 小野寺丈（日语：小野寺丈）

TPC
- 如月瑠衣 - 杉本彩
- 深見幸樹 - 天田俊明（日语：天田俊明）
- 宮田誠二 - 円谷浩（日语：円谷浩）
- 椎名佐恵子 - 前沢保美（日语：前沢保美）
- 權藤喜八 - 龜山忍（日语：龜山忍）

前GUTS
- 入麻惠美 - 高樹澪（日语：高樹澪）
- 圓麗奈 - 吉本多香美（友情出演）
- 宗方誠一 - 大滝明利（日语：大滝明利）（友情出演）
- 堀井政巳 - 増田由紀夫（日语：増田由紀夫）（友情出演）
- 新城哲生 - 影丸茂樹（日语：影丸茂樹）（友情出演）

其他演員
- 圓光 - 金森みずほ
- 進 - 三觜要介（日语：三觜要介）
- 青年 - 江畑浩規、竹村直毅、樹高梨菜
- 老人 - 近藤大善
- 老奶奶 - 児玉美智子（日语：児玉美智子）
- 工程師 - 土屋貴司
- 預告片旁白 - 內海賢治（日语：內海賢治）

#### 製作團隊
製作：ウルトラマンティガ&ウルトラマンダイナ製作委員會

（圓谷製作、松竹、萬代影視、TBS、每日放送、講談社、讀賣廣告社）
- 監督・特技監督 - 小中和哉
- 製作総指揮 - 円谷一夫
- 製作 - 幸甫、渡辺繁、児玉守弘、友野庄平、皆川槇二、野田友彌
- 企画 - 満田かずほ、鮫島文雄、東聡、滝本裕雄、榎本恒幸、小川徹、地田信次郎
- 監修 - 高野宏一
- 首席製片人 - 鈴木清
- 製片人 - 吉田剛、川城和実、田上節朗、丸谷嘉彦、水尾芳正、石川清司
- 音楽監製 - 玉川静
- 音楽 - 矢野立美
- 脚本 - 長谷川圭一
- 撮影 - 大岡新一
- 美術 - 松原裕志
- 照明 - 高野和男
- 録音 - 鶴巻仁
- 操演 - 上田健一
- 助監督 - 城本俊治
- 殺陣 - 車邦秀
- 編集 - 松木朗
- 劇作家 - 山内薫
- 腳本製作 - 土肥裕二
- 製作協力製作人 - 小山信行
- 企劃協力 - 笈田雅人、江藤直行、河野聡、佐藤明宏、諸冨洋史、大野実、位下博一
- 背景 - 島倉二千六
- 角色維護 - 福井康之、市川拓
- 第二撮影 - 石渡均
- CG協調 - 松野美茂
- 視覺效果- 阿部雄一
- 聲音協調 - 浦田和治
- 音響 - 伊藤克巳
- 角色設計 - 丸山浩
- 圖像版 - 橋爪謙始
- 標題 - 熊谷幸雄
- 拋桿 - 安藤実
- 助理製片人 - 渋谷浩康

#### 主題歌
- 「SHININ' ON LOVE」

作詞 - 松井五郎 / 作曲 - 河野陽吾 / 編曲 - 京田誠一 / 歌 - 影山浩宣&前田達也
形象歌曲
- 「君の愛と僕の勇気～もう悲しみなんかない」

作詞 - 松井五郎 / 作曲 - 松原美紀 / 編曲 - 高梨康治 / 影山浩宣&前田達也

### 外傳
《超人力霸王帝納 羽次郎的歸來》（日語：ウルトラマンダイナ 帰ってきたハネジロー）是由圓谷製作所攝製的特攝電視劇，於2001年1月25日以非戲院首映形式播出。共1話。

#### 概要
本部作品屬《超人力霸王帝納》外傳，描述帝納第47話及49話之間的時間點發生的全新劇情故事。
此外同由圓谷製作的劇集《得意快兽仔》劇中的登場角色，也在作為嘉賓客串演出。

#### 故事大綱
吸收怪獸奧翁出現了，在大地上肆意破壞，正在巡邏的飛鳥變身成帝納與怪獸戰鬥，然而帝納所發射的光線卻被怪獸的角所吸收，使怪獸實力得到大幅度的增長。
最後在神秘女子的指示下，怪獸消失。響隊長命令Super GUTS的隊員們召開了緊急會議。推測怪獸的出現與米基星人有關。不過真正的侵略者派來的機械魔女卻在暗地裡進行著其侵略地球的大計。終於怪獸與魔女合體變成了合體侵略兵器獸，萬劫特與戴拿展開戰鬥，但發揮不到絕招的帝納能否取勝？那個怪獸是否有弱點？
另一方面，羽次郎帶著侵略警告回到地球，卻被米基星人三人組所抓獲。得知有新侵略者搶先過他們的米基星人十分氣憤，最後居然向Super GUTS提出要協助打敗萬劫特......

#### 演員表
- 飛鳥真 - 鹤野刚士
- 弓村涼 - 齊藤理沙
- 響豪介 - 木之元亮（日语：木之元亮）
- 幸田敏行 - 布川敏和（日语：布川敏和）
- 綠川舞 - 山田瑪利亞
- 狩谷孝平 - 加瀬尊朗（日语：加瀬尊朗）
- 中島努 - 小野寺丈（日语：小野寺丈）
- 多爾琴科- 櫻金造（日语：桜金造）
- 卡馬琴科- 中嶋修（日语：中嶋修）
- 烏德琴科- 佐藤信一（日语：佐藤信一）
- 機械魔女- 沢木麻美（日语：沢木麻美）
- 新城真由美 - 石橋桂（日语：石橋けい）
- 椎名佐恵子 - 前沢保美（日语：前沢保美）
- 清水- 清水一哉（日语：清水一哉）
- 屯田大作 - 増田由紀夫（日语：増田由紀夫）
- 屯田妙實 - 瀬尾久美（日语：瀬尾久美）
- つっくん - 上條誠（日语：上條誠）
- 主播- 柚木佑美（日语：柚木佑美）

皮套演員
- 超人力霸王帝納：中村浩二、清水一哉
- 吸收怪兽奥翁：森英二
- 合体侵略兵器兽万劫特：永田朋裕
- 三宅敏夫
- 横尾和則

聲配
- 快獸布斯卡：高戶靖廣
- カモスケ：藤谷美紀
- 羽次郎：青木順子

製作人員
- 製作：円谷一夫
- 監督・特攝監督：原田昌樹
- 監修：高野宏一
- 脚本：川上英幸
- 撮影：倉持武弘
- 音楽：矢野立美

### 漫畫
《超人力霸王帝納·英知的彼方》（ウルトラマンダイナ 英知の彼方）
田巻久雄著，1998年、講談社Comic BomBom新春増刊號掲載。

### 小說
《超人力霸王帝納·另一個和平之星》（ウルトラマンダイナ 平和の星・ジ・アザー）（長谷川圭一著・2000年出版）
為TV版第33話《和平之星》的後日談皆續作作品。
《採訪宇宙人》（ある宇宙人のインタビュー）（川上英幸著・2000年出版）
首度於1998年講談社發行的《電視雜誌特別編輯·超人力霸王帝納》登載，描述一群媒體小組採訪了於TV版第12話和第30話登場的米基星人三人組的故事
此外於第30話登場的編劇家三上秀男也在終盤再度出場。
《超人力霸王帝納·朝向未來的零之驅動》（ウルトラマンダイナ 未来あすへのゼロドライブ）
由長谷川圭一·谷崎彰執筆・於2020年早川書房出版，以弓村涼和佐伯麗佳為視角，再總括整體世界觀的再構築小說作品，
此外則增加TV版結局後13年，弓村涼在實驗時得知當年的真相，並重新與飛鳥相遇的後日談。

## 海外播放

### 台灣
台灣華視主頻曾於1999年9月2日至2000年8月31日期間每週四下午5時30分以雙語首播日語原音和國語配音版。後來又在衛視中文台播出。

### 香港
香港無線翡翠台曾於1999年播出粵語配音版。